# 윌러드 밴 오먼 콰인
윌러드 밴 오먼 콰인(Willard Van Orman Quine, 1908년 6월 25일 ~ 2000년 12월 25일)(친지들은 그를 "Van"이라 칭했다)은 분석철학의 전통을 따르는 현대 미국의 철학자이자 논리학자이다. 1930년부터 70년 후 그가 사망하기까지, 콰인은 여러 가지 방식으로 하버드 대학교와 계속적인 관계를 맺었다. 처음에 그는 하버드의 학생이었으며, 그 다음에는 철학 교수이자 수학 교사였고, 마지막에는 퇴임 후에도 여러 저서를 새로 펴내거나 개정한 명예 교수였다. 그는 하버드에서 1956년부터 1978년까지 에드거 피어스 철학 석좌교수으로 재임했다. 최근 철학자들을 대상으로 이루어진 한 인터넷 투표에서 콰인은 지난 200년 사이의 철학자들 중 가장 영향력이 큰 다섯 철학자 중 한 명으로 꼽혔다.
그는 1993년에 "언어와 의사소통 학습이 어떤 식으로 사회적으로 이용할 수 있는 증거들에 기초해 있는지에 관한, 그리고 그러한 사실이 인식론과 언어의 의미 이론에 끼치는 영향에 관한 그의 체계적이고 날카로운 논의들(his systematical and penetrating discussions of how learning of language and communication are based on socially available evidence and of the consequences of this for theories on knowledge and linguistic meaning)" 때문에 1993년 롤프 쇽 상(Rolf Schock Prize)의 논리학 및 철학 분야의 최초 수상자가 되었다
콰인은 철학은 개념 분석에 그치는 것이 아니라는 관점에 동의하는 대표적인 사람으로서 분석 철학의 전통에 정면으로 맞선다. 그의 중요한 저작으로는 분석 명제와 종합 명제의 구분을 공격하고 의미론적 전체론의 한 유형을 옹호하는 "경험주의의 두 독단" (1951)와, "두 독단"의 입장을 발전시킴과 함께 악명 높은 번역 불확정성 논제를 소개하는 "단어와 대상"(1960)이 있다. 또, 그는 "우리가 어떻게 해서 불충분한 감각 자료에 기반하여 정교한 과학 이론을 발전시키는지에 관한 발전된 과학적 설명"(an improved scientific explanation of how we have developed elaborate scientific theories on the basis of meager sensory input)"의 제시를 시도하는, 영향력 있는 자연화된 인식론의 한 유형을 발전시켰다. 또, 그는 그의 "과학 자체로부터 나온 자료들에 기반하여 과학을 이해하려 한 체계적인 시도(systematic attempt to understand science from within the resources of science itself)" 때문에 과학 철학에서도 중요하다. 이러한 견해로부터 그의 "과학 철학이면 철학으로 충분하다(philosophy of science is philosophy enough)"라는 경구가 나온 것이다.

## 생애
그의 자서전인 "The Time of My Life"(1986)에 따르면 콰인은 오하이오주의 애크런에서 성장기를 보냈다. 그의 아버지는 제조업 사업가였고, 그의 어머니는 학교 교사였다. 그는 1930년에 오벌린 대학교에서 수학 및 철학 학사 학위를 받았고, 1932년에 하버드 대학교 철학 박사 학위를 받았다. 그의 박사 논문 지도교수는 앨프리드 노스 화이트헤드다. 박사 학위를 받고 나서 그는 하버드 주니어 펠로로 임용되었는데, 그 직위 덕분에 그는 4년간 강의를 면제받았다. 1932-33 학년도 동안, 그는 쉘든 펠로쉽(Sheldon fellowship)의 혜택으로 유럽을 여행하며 알프레트 타르스키를 포함한 폴란드 논리학자들과, 루돌프 카르나프를 포함한 빈 학파 구성원들을 만났다.
하버드에서 콰인은 도널드 데이비드슨, 데이비드 루이스, 대니얼 데닛, 길버트 하먼, 다그핀 푈레스달, 왕하오, 위그 르블랑, 헨리 히즈의 박사 논문을 지도했다. 1964-65학년도에는, 콰인은 웨슬리언 대학교의 고등 교육 센터의 펠로로 재직했다.
콰인은 두 번의 결혼 생활에서 네 자녀를 얻었다. 기타리스트 로버트 콰인은 그의 조카다.

## 콰인의 철학
콰인의 박사 학위논문과 초기 저작들은 형식논리학과 집합론에 관한 것이었다. 그가 중요한 철학자로서 부상한 것은 제 2차 세계대전 이후로, 존재론과 인식론, 언어에 관한 전기적 논문(seminal paper) 덕분이었다. 1960년대에 그는, 자연과학의 방법론과 도구를 사용하여 인식과 의미에 관한 사실상 모든 질문들에 답하는 것을 목표로 하는 그의 '자연화된 인식론'을 수행했다. 콰인은 어떤 의미에서 철학이 자연과학보다 우선하며 자연과학을 정당화할 수 있다는 관점인 '제일철학'이 존재할 것이라는 관점에 강력하게 반대했다. 이러한 생각들은 그의 자연주의 (철학)의 핵심을 이룬다.
콰인은 프랑스어, 스페인어, 포르투갈어, 독일어로 강의할 수 있었다. 그러나 논리실증주의자들과 마찬가지로 그는 철학의 고전에 대해서는 별 관심이 없음을 표명했다. 그가 철학사를 가르친 강의는 단 하나뿐이었는데, 데이비드 흄에 대한 것이었다.

### 분석-종합 구분의 거부
1930년대와 40년대에, 루돌프 카르나프, 넬슨 굿맨, 알프레트 타르스키를 포함한 여럿과의 토론을 통해 콰인은 '분석적' 진술과 '종합적' 진술의 구분을 옹호하는 것이 쉽지 않을 것이라는 생각을 갖게 되었다. 분석적 진술은 오직 그것을 구성하는 어휘들의 의미에 의해서만 참인 문장으로, "모든 총각은 결혼하지 않았다"와 같은 문장이 그 사례다. 반면, 종합적 진술은 세계에 관한 사실에 의해서 참이거나 거짓인 진술로, "고양이 한 마리가 깔개 위에 있다" 와 같은 문장이 그 사례다. 분석적 진술과 종합적 진술의 구분은 논리 실증주의의 중심을 이루었다. 보통 콰인은 검증주의와 관련된 인물로 여겨지지 않는다. 하지만 몇몇 철학자들은 콰인의 하버드 대학교 동료들인 버러스 프레더릭 스키너의 말과 그가 자신의 저서 언어적 행동에서 수행한 언어에 대한 분석을 근거로 들며 검증주의가 콰인의 언어철학 일반과 양립 불가능하다지 않다고 보았다.

## 저서 및 저작

### 저서
- 1951 (1940). Mathematical Logic. Harvard Univ. Press. ISBN 0-674-55451-5.
- 1966. Selected Logic Papers. New York: Random House.
- 1970 (2nd ed., 1978). With J. S. Ullian. The Web of Belief. New York: Random House.
- 1980 (1941). Elementary Logic. Harvard Univ. Press. ISBN 0-674-24451-6.
- 1982 (1950). Methods of Logic. Harvard Univ. Press.
- 1980 (1953). From a Logical Point of View. Harvard Univ. Press. ISBN 0-674-32351-3. "경험주의의 두 독단(Two dogmas of Empiricism)" 이 포함되어 있다.
- 1960 Word and Object. MIT Press; ISBN 0-262-67001-1. 콰인의 저작 중 가장 철학 논문에 가까운 것이다. 책 2장에서 그는 번역 불확정성 논제를 제시하고 있다.
- 1976 (1966). The Ways of Paradox. Harvard Univ. Press.
- 1969 Ontological Relativity and Other Essays. Columbia Univ. Press. ISBN 0-231-08357-2. 존재론적 상대성, 자연화된 인식론, 자연종에 관한 장들이 포함되어 있다.
- 1969 (1963). Set Theory and Its Logic. Harvard Univ. Press.
- 1985 The Time of My Life – An Autobiography. Cambridge, The MIT Press. ISBN 0-262-17003-5. 1986: Harvard Univ. Press.
- 1986 (1970). The Philosophy of Logic. Harvard Univ. Press.
- 1987 Quiddities: An Intermittently Philosophical Dictionary. Harvard Univ. Press. ISBN 0-14-012522-1. 철학을 전공하지 않은 독자들을 위한 에세이집으로, 여러 점에서 미묘하게 유머러스하며, 그의 관심 분야가 어디까지 걸쳐 있는지를 잘 드러내 준다.
- 1992 (1990). Pursuit of Truth. Harvard Univ. Press. 철학에 대한 배경지식을 상당히 갖춘 학생들과 논의의 단순성에 현혹되지 않을 비전문적 독자들을 위한, 콰인 자신의 생각을 짧고 생기있게 종합한 저작이다. ISBN 0-674-73951-5.

### 중요한 논문들
- 1946, "Concatenation as a basis for arithmetic." Reprinted in his Selected Logic Papers. Harvard Univ. Press.
- 1948, "On What There Is", Review of Metaphysics. Reprinted in his 1953 From a Logical Point of View. Harvard University Press.
- 1951, "Two Dogmas of Empiricism", The Philosophical Review 60: 20–43. Reprinted in his 1953 From a Logical Point of View. Harvard University Press.
- 1956, "Quantifiers and Propositional Attitudes," Journal of Philosophy 53. Reprinted in his 1976 Ways of Paradox. Harvard Univ. Press: 185–96.
- 1969, "Epistemology Naturalized" in Ontological Relativity and Other Essays. New York: Columbia University Press: 69–90.

## 같이 보기
- 번역 불확정성
- 콰인 - 자기 자신을 출력하는 컴퓨터 프로그램

## 참고 문헌
- 이 문서에는 다음커뮤니케이션(현 카카오)에서 GFDL 또는 CC-SA 라이선스로 배포한 글로벌 세계대백과사전의 내용을 기초로 작성된 글이 포함되어 있습니다.